# Arana
Arana är en ort i Spanien.   Den ligger i provinsen Provincia de Burgos och regionen Kastilien och Leon, i den norra delen av landet, 270 km norr om huvudstaden Madrid. Arana ligger 649 meter över havet och antalet invånare är 324.
Terrängen runt Arana är lite kuperad. Runt Arana är det mycket glesbefolkat, med 2 invånare per kvadratkilometer. Närmaste större samhälle är Vitoria, 17,0 km norr om Arana. Trakten runt Arana består till största delen av jordbruksmark.